# Фонолит

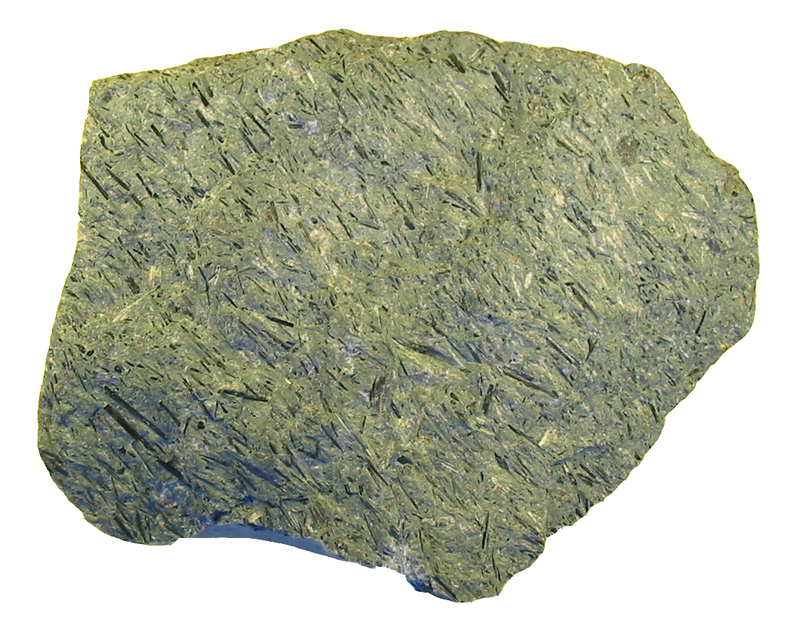

Фонолит (от греч. φωνή — звук и λίθος — камень; дословно — звенящий камень) — светлая вулканическая порода зелёно-серого цвета.
Состоит в основном из полевых шпатов, фельдшпатоидов, пироксена, амфибола, эгирина. 
Текстура: Флюидальная
Структура: афанитовая или порфировая.